# Die Linke Mecklenburg-Vorpommern
Die Linke Mecklenburg-Vorpommern ist ein Landesverband der Partei Die Linke.

## Geschichte
Gegründet wurde Die Linke Mecklenburg-Vorpommern auf dem Parteitag am 23.–24. Juni 2007 in Rostock. Sie ist durch den Zusammenschluss der Linkspartei.PDS und der WASG auf Bundesebene entstanden. Zum ersten Landesvorsitzenden der neuen Partei wählte man Peter Ritter. Sein Nachfolger wurde am 24. Oktober 2009 Steffen Bockhahn. Dieser führte den Landesverband bis zum 17. November 2012. 2012 bis 2017 stand mit Heidrun Bluhm die erste Frau an der Spitze der Landespartei. Wenke Brüdgam und Torsten Koplin saßen dem Landesverband bis 2022 als erste Doppelspitze vor. Bei der Landtagswahl 2016 erzielte die Partei mit 13,2 % das geringste Wahlergebnis seit der Wiedervereinigung. Bei der Landtagswahl 2021 musste die Linke erneut starke Verluste hinnehmen, wurde jedoch erstmals seit 2006 wieder an der Regierung beteiligt (Kabinett Schwesig II). Auf dem Parteitag im März 2022 wurden Peter Ritter und Vanessa Müller zu Vorsitzenden gewählt. Seit Juli 2024 wird der Landesverband vom Vorsitzenden Hennis Herbst geführt.
Die Linke ist in allen Landkreisen und kreisfreien Städten mit Fraktionen auf kommunaler Ebene vertreten.

## Struktur

### Organe
Das höchste Organ ist der Landesparteitag. Mindestens einmal im Jahr kommt er zusammen und fasst Grundsatzbeschlüsse für die Arbeit der Partei. Zwischen den Tagungen des Parteitages leitet der Landesvorstand. Ihm gehören 18 Frauen und Männer an, die in der Regel einmal im Monat zusammenkommen. Die Vorsitzende, ihre drei Stellvertreter, die Landesschatzmeisterin sowie der Landesgeschäftsführer bilden den Geschäftsführenden Ausschuss, der die Tagungen des Landesvorstandes vorbereitet und zwischen den Sitzungen für tagesaktuelle Fragen zuständig ist. Neben dem Landesvorstand agiert als Kontroll- und Initiativorgan der Landesausschuss. Die Landespartei gliedert sich in Kreisverbände. Weiterhin gibt es diverse Arbeitsgemeinschaften.

### Kreisverbände
Der Landesverband ist in acht Kreisverbände unterteilt. Sie organisieren die Parteiarbeit vor Ort. In einigen Regionen haben sich die Mitglieder in Regional-, Orts- und Stadtverbänden zusammengeschlossen.
- Kreisverband  Rostock: Vorsitzende: Sandro Smolka und Nurgül Senli
- Kreisverband Schwerin: Vorsitzende: Daniel Trepsdorf
- Kreisverband Mecklenburgische Seenplatte: Vorsitzender: Dirk Bruhn[5]
- Kreisverband Peene-Uecker-Ryck: Vorsitzender: Daniel Seiffert[6]
- Kreisverband Vorpommern-Rügen: Vorsitzender: Wolfgang Weiß
- Kreisverband Landkreis Rostock: Vorsitzende: Rosi Panowa und Nico Arndt[7]
- Kreisverband Nordwestmecklenburg: Vorsitzender: Horst Krumpen
- Kreisverband Ludwigslust-Parchim: Vorsitzender: Marko Schmidt

## Parlamentarische Arbeit

### Landesgruppe im Deutschen Bundestag
| Abgeordneter    | Wahlkreis                                                                    |
| --------------- | ---------------------------------------------------------------------------- |
| Dietmar Bartsch | Bundestagswahlkreis Rostock – Landkreis Rostock II                           |
| Ina Latendorf   | Bundestagswahlkreis Schwerin – Ludwigslust-Parchim I – Nordwestmecklenburg I |

### Fraktion im Landtag der 8. Wahlperiode seit 2021

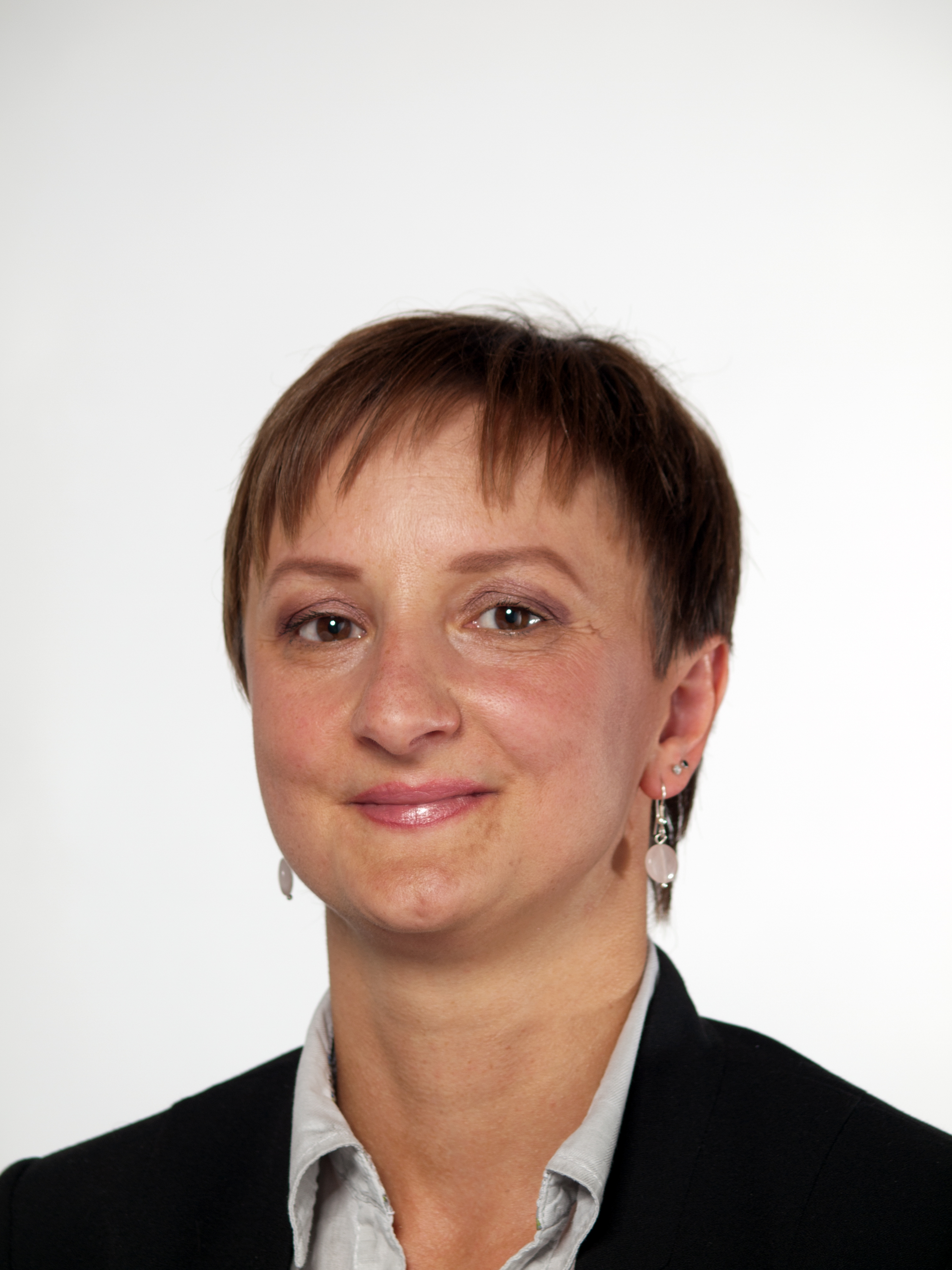
Jeannine Rösler, Fraktionsvorsitzende seit 2021

Derzeit sitzen neun Abgeordnete für Die Linke im Landtag von Mecklenburg-Vorpommern. Die Landtagsfraktion wird geführt von Jeannine Rösler.
| Name                 | Wahlkreis   | Anmerkungen                          |
| -------------------- | ----------- | ------------------------------------ |
| Christian Albrecht   | Landesliste |                                      |
| Daniel Seiffert      | Landesliste | nachgerückt für Jacqueline Bernhardt |
| Dirk Bruhn           | Landesliste | nachgerückt für Eva-Maria Kröger     |
| Henning Foerster     | Landesliste |                                      |
| Torsten Koplin       | Landesliste | Parlamentarischer Geschäftsführer    |
| Michael Noetzel      | Landesliste |                                      |
| Jeannine Rösler      | Landesliste | Fraktionsvorsitzende                 |
| Elke-Annette Schmidt | Landesliste |                                      |
| Steffi Pulz-Debler   | Landesliste | nachgerückt für Simone Oldenburg     |

## Ergebnisse bei Landtagswahlen
| Ergebnisse der Landtagswahlen | Ergebnisse der Landtagswahlen | Ergebnisse der Landtagswahlen | Ergebnisse der Landtagswahlen |
| Jahr                          | Stimmen                       | Sitze                         |                               |
| ----------------------------- | ----------------------------- | ----------------------------- | ----------------------------- |
| 1990                          | 15,7 %                        | 12                            |                               |
| 1994                          | 22,7 %                        | 18                            |                               |
| 1998                          | 24,4 %                        | 20                            |                               |
| 2002                          | 16,4 %                        | 13                            |                               |
| 2006                          | 16,8 %                        | 13                            |                               |
| 2011                          | 18,4 %                        | 14                            |                               |
| 2016                          | 13,2 %                        | 11                            |                               |
| 2021                          | 09,9 %                        | 09                            |                               |

1) Bis 2006 als PDS 